# 日清食品冷凍
日清食品冷凍株式会社（にっしんしょくひんれいとう）は、日本の冷凍食品製造販売会社。日清食品ホールディングス（旧・日清食品）の事業会社。
2008年（平成20年）10月1日、旧・日清食品の持株会社制移行に伴い、冷凍食品事業部門を独立し新たに設立された。

## 概説
旧・日清食品は1986年（昭和61年）、グループ会社として「エヌエス冷凍食品株式会社」を設立。翌1987年（昭和62年）、冷凍食品事業に本格的に参入し、主に冷凍麺を中心に展開してきた。
2008年（平成20年）には、ニッキーフーズを傘下に迎え、中華惣菜・飲茶・デザートなど、多岐にわたる商品を提供していくようになる。同年、新会社設立に伴い、総合冷凍食品会社として事業開始。キーワードは、「品質」と「安全・安心」。
社名は「日清冷凍食品」ではない（「日清冷凍食品」は完全子会社の四国日清食品の旧社名であった。また、「nissinreitou.co.jp」は同社のドメイン）。

## 主な製品

### 麺
- 日清のラーメン屋さん
- どん兵衛
- 日清Spa王
  - Spa王PREMIUM（川越達也監修）
- 日清焼そば
  - 日清焼そばDX
- 日清具多
- 日清 太麺堂々
- 日清焼うどん
- 日清もちっと生パスタ
- 有名店シリーズ（若鯱家、得正、古奈屋、ヨコイ）

### 惣菜
- 日清カプセルスタイル
  - カップヌードルおにぎり
  - チキンラーメンおにぎり
- 日清のお好み弁当
- 鶴橋風月（お好み焼き）
- 日清大阪たこ焼

### その他
- チキンラーメン 金の炒飯
- カップヌードル 謎肉炒飯

### 生産終了
- 冷凍気がきぐおかずシリーズ
- 日清 カリ王
- 日清のピリ辛まぜそば（濃厚豚骨醤油と和風魚介醤油の2種類が発売されていた）
- 日清 千とせ肉うどん
- 日清 素材宣言
- 日清 ほうとう
- どんぶりの達人
- 日清チキンラーメン やきまる
- 渡る世間は鬼ばかり 幸楽ラーメン 醤油味（サンヨー食品から販売権を引き継いだ）
- B-1グランプリシリーズ（ひるぜん風焼そば、北見風塩焼そば、横手風焼そば）
- 日清の冷凍だからおいしいシリーズ（たこ焼き、お好み焼きなど）
- 日清グランドプレミアム
- 日清シェフズプレミアム（川越達也監修）
- 全麺開花!シリーズ
- 日清の関西風お好み焼き ぶた玉 妖怪ウォッチ - 2014年12月20日発売[2]。
- 日清大阪たこ焼 妖怪ウォッチ - 2014年12月20日発売[2]。
- 出前一丁 出前坊やのまかないチャーハン
- 出前一丁 鉄板チャーハン

ほか

## 事業所
- 東京本社：東京都新宿区新宿6-28-1
- 大阪本社：大阪市淀川区西中島4-1-1
- 営業所：札幌、仙台、名古屋、広島、福岡
- 開発研究所：横浜市戸塚区上柏尾町1

## 製造所
| 製造所名称                | 記号 | 所在地         |
| ------------------------- | ---- | -------------- |
| 日清食品 静岡工場         | F    | 静岡県焼津市   |
| 埼玉日清食品株式会社      | NYF  | 埼玉県羽生市   |
| 高松日清食品株式会社      | NFA  | 香川県高松市   |
| 四国日清食品株式会社      | NCI  | 香川県三豊市   |
| 三重日清食品株式会社      | NN6  | 三重県名張市   |
| ニッキーフーズ 富田林工場 | NTY  | 大阪府富田林市 |
| ニッキーフーズ 泉佐野工場 | NKD  | 大阪府泉佐野市 |
| 国内工場（当社委託）      | NCN  | 大阪府泉佐野市 |
| 国内工場（当社委託）      | NKP  | 埼玉県加須市   |
| 国内工場（当社委託）      | NSE  | 長野県上田市   |
| 国内工場（当社委託）      | NZN  | 栃木県真岡市   |
| 国内工場（当社委託）      | NN5  | 富山県富山市   |

## 関連会社
- 四国日清食品株式会社（香川県三豊市）
- 高松日清食品株式会社（香川県高松市）
- 三重日清食品株式会社（三重県名張市）
- 株式会社サークルライナーズ（香川県綾歌郡綾川町）
- 株式会社ニッキーフーズ（大阪市西淀川区）
- 株式会社フーズパレット（神戸市中央区）

## パスタ商品の異物混入問題
2014年12月、日清食品静岡工場で製造したパスタ商品「日清Spa王PREMIUM ブロッコリーの入った海老のトマトクリーム」の一部製品にゴキブリが混入していたことがわかり、具材に使用している野菜から混入した可能性が高いと判断、当社が対象製品を回収する事態となった。

## 備考
- 「日清カプセルスタイル・カップヌードルおにぎり」は2012年9月1日の発売とともに、売れ行きが当初の予想を上回り生産が追い付かず、9月19日より一時販売休止していた[4]程の人気商品となっている。
- 「Spa王PREMIUM」は発売時から雛形あきこがCM出演している（現在は終了している）。
- 当社ホームページにある「とびっきりレシピ」において、寺田真二郎（料理研究家）がレシピ監修を手掛けている。
- フジテレビ系の情報番組『知りたがり!』の午後2時枠時代（2012年度）、番組後半（ローカルセールスパート）にて提供を行っていた（関東地区のみ）[5]。